# Jojo Macari
Jojo Macari (Londra, 30 dicembre 1996) è un attore e musicista inglese.

## Biografia
Macari lavorava nel negozio di chitarre di suo padre a Soho, Londra. La sua prima esperienza teatrale è stata nella produzione del Jermyn Street Theatre di A Level Playing Field. Ha abbandonato i suoi A-levels per interpretare quel ruolo, ma gli è stato offerto un posto differito per studiare la musicalità dell'attore al Rose Bruford College di Sidcup. Ha avuto un ruolo nel musical Desperate Measures, un adattamento di Measure to Measure di Shakespeare.

## Carriera
Macari ha avuto il suo primo ruolo importante nella serie della BBC One Hard Sun. Si è unito al cast della serie Netflix Sex Education nella seconda e terza serie nel ruolo di Kyle. È apparso nel ruolo del principe Enrico nella terza stagione di Harlots. È apparso nel ruolo di Mogwan in due episodi del dramma fantasy di Netflix Cursed. Ha interpretato Billy nella serie Netflix Gli Irregolari di Baker Street. La produzione di Gli Irregolari di Baker Street è stata interrotta dalla pandemia di COVID-19, durante le riprese Macari ha accidentalmente dato un pugno in faccia al collega attore Alex Ferns, ma Macari ha descritto Ferns, nonostante la severità di alcuni dei suoi ruoli, "in realtà un ragazzo adorabile".
Nel 2023 è stato scritturato per l'epopea gladiatoria di Roland Emmerich Those About to Die. Macari è apparso nella serie Masters of the Air di Apple TV+ nel 2024.

### Musica
Macari ha suonato nella band pop-rock Koates e nella band hardcore-punk The Rats. Macari ha pubblicato l'album Space and Time and Halloween and Paracetamol nel 2021. Nel 2022 è apparso nel video musicale della canzone Lonely delle Sea Girls. È apparso anche nel video di Female Lead della band Honeyglaze nel 2022.
Intorno ad aprile 2023 Macari stava suonando con la band Famous (uk) a un festival in Germania.

## Filmografia

### Cinema
- Il concorso, regia di Philippa Lowthorpe (2020)
- Morbius, regia di Daniel Espinosa (2022)

### Televisione
- Hard Sun – serie TV, 6 episodi (2018)
- Il giovane ispettore Morse (Endeavour) – serie TV, episodio 5x06 (2018)
- London Kills – serie TV, episodio 2x02 (2019)
- Sex Education – serie TV, 7 episodi (2019-2021)
- Harlots – serie TV, 5 episodi (2019)
- Cursed – serie TV, episodi 1x06-1x07 (2020)
- Gli Irregolari di Baker Street (The Irregulars) – serie TV, 8 episodi (2021)
- Masters of the Air – miniserie TV, episodio 1x01 (2024)
- Those About to Die, regia di Roland Emmerich e Marco Kreuzpaintner – miniserie TV, 8 episodi (2024)
- Stags – serie TV, 6 episodi (2024)

## Doppiatori italiani
Nelle versioni in italiano delle opere in cui ha recitato, Jojo Macari è stato doppiato da:
- Manuel Meli in Gli Irregolari di Baker Street, Those About to Die
- Matteo Garofalo in Sex Education